# Grünow (Meklemburgia-Pomorze Przednie)
Grünow (pol. hist. Gronów) – gmina w Niemczech, w kraju związkowym Meklemburgia-Pomorze Przednie, w powiecie Mecklenburgische Seenplatte, wchodzi w skład  Związku Gmin Neustrelitz-Land.